# 莱昂·姆巴
加布里埃尔·莱昂·姆巴（法語：Gabriel Léon M'ba，1902年2月9日—1967年11月27日）是一名加蓬政治人物，首任加蓬总统，任期从1960年至1967年。他曾在1957年5月27日至1961年2月21日期间出任总理，1960年8月17日加蓬从法国独立后担任总统。1964年2月他被让-伊莱尔·奥巴姆发动军事政变推翻，但由于法国介入，数天后他恢复权力。在1964年的未遂军事政变后，其政权仰赖法国政府和商界的支持。姆巴在1967年3月再度当选总统，但同年他病重后由副总统哈吉·奥马尔·邦戈继任。1967年11月27日，姆巴在巴黎病逝。

## 生平
第二次世界大战以前，姆巴曾被法国殖民当局视为肇事分子，1933－1946年间甚至遭到放逐，返回加蓬后不久即参加政治活动。1952年当选为领地议会议员，1956年担任加蓬首都利伯维尔市长。他的政党加蓬民主同盟在1957年重要大选中获胜后，他担任加蓬行政会议副主席（非洲人在当时担任的最高职务）。此后不久，姆巴成为加蓬共和国行政会议主席兼总理。在1958年9月举行的公民投票中，加蓬决定留在法兰西共同体中。两年后加蓬独立时，姆巴早就以过分保守和亲法而受到党内人士的抨击，他监禁了其中的若干人。1961年姆巴当选总统后，愈趋向家长式统治和独裁，强调国家的统一和必须依赖法国。1964年初大选前夕，他单方面决定建立一党政权，结果引起武装起义，他曾被加蓬军队劫持过一段时间，但法国军队帮他恢复了政权。在法国的暗中扶持下，姆巴留任总统到1967年逝世为止。

### 1964年政變
1964年2月17日至20日間，加蓬軍隊發動政變企圖推翻總統萊昂·姆巴。在這次政變之前，加蓬被認為是政治上最穩定的非洲國家之一。政變起因於萊昂·姆巴於1964年1月21日宣布解散國會。2月17日夜至18日凌晨5時左右，150名加蓬軍人在雅克·莫博和瓦来中尉的帶領下，一槍不發地逮捕了總統、國民議會議長路易斯·比格曼和幾位部長。在利伯維爾電台，軍方要求民眾保持冷靜，並確保親法國的外交政策將繼續下去。臨時政府成立，萊昂·姆巴的主要反對者、副手讓-希萊爾·奧巴梅被宣佈為總統。與此同時，被罷免的總統被派往距首都利伯維爾250公里的蘭巴雷內。民眾對政變沒有表達抗議，軍方將其解釋為對政變的認可。
法國總統戴高樂在接獲加蓬總統幕僚長奧馬爾·邦戈的通知後決定恢復姆巴政府，以落實兩國在1960年加蓬獨立時簽署的互助條約。
2月19日，包括海軍陸戰隊傘兵自治連（CAPIMa）在內的兩個法國傘兵空降到利伯維爾襲擊了叛軍駐紮的巴拉卡營地，代價是“一死三傷”。這一行動對於兩天后獲釋的萊昂·姆巴總統具有決定性意義。
隨後，臨時政府被推翻，萊昂·姆巴復位為總統。
之後，萊昂·姆巴囚禁了150多名反對者，採用的不是“寬恕和憐憫”，而是“無情的懲處”。讓-伊萊爾·奧巴姆被判處十年強迫勞動和同樣期限的流放；他於 1972年獲釋。在這些事件之後，年邁的姆巴總統在法國軍隊保護下的總統府中隱居。三年後的1967年11月28日，他死於癌症。

## 外部連結
| 前任： 无 | 加蓬总统 1960年－1967年 | 繼任： 哈吉·奥马尔·邦戈 |